# Хелинг фон Ланценауэр, Пауль
Пауль Хелинг фон Ланценауэр (нем. Paul Haehling von Lanzenauer; 28 февраля 1896, Шарлоттенбург — 8 февраля 1943, Шёмберг) — немецкий военный деятель, генерал-майор.

## Биография
Родился в дворянской семье. Военную службу в германской армии начал в 1915 году лейтенантом 109-го (1-го Баденского) Лейб-гренадерского полка.
За время участия в Первой мировой войне получил ранение, был награждён Железными крестами (второго и первого классов), орденом Церингенского льва с мечами.
При Веймарской республике служил в полиции в Карлсруэ, в 1924 году в чине гауптмана полиции получил должность в министерстве внутренних дел Бадена.
В 1934 году Пауль Хелинг фон Ланценауэр вернулся на военную службу в Рейхсвер.
 
30 ноября 1940 года в звании подполковника был назначен командиром учебного полка особого назначения (впоследствии — соединения особого назначения) вермахта «Бранденбург-800», находившегося в подчинении военной разведки. С марта 1942 года — полковник.

В период Второй мировой войны за подготовку и проведение диверсионно-разведывательных операций с участием подразделений «Бранденбург-800» награждён двумя Железными крестами, Немецким крестом в золоте, орденом Короны Румынии. Произведён в генерал-майоры вермахта.
Умер от болезни в военном госпитале в Шёмберге 8 февраля 1943 года. Похоронен в Баден-Бадене.